# Unión por la República (Italia)
Unión por la República (Unión por la Repubblica) (UpR) fue un partido político italiano de corte centrista.
Fue formado por Francesco Cossiga y sus seguidores después de la desintegración en 1999 de Unión Democrática por la República (UDR). La mayoría de sus miembros, con la excepción notable de Carlo Scognamiglio Pasini, se unió a Forza Italia antes de las elecciones generales de Italia de 2001.
- Datos: Q3206346
- Multimedia: Unione per la Repubblica / Q3206346